# Frank Sutton (mercenaire)
Pour les articles homonymes, voir Frank Sutton et Sutton.
Plus connu sous le sobriquet de Major-general Frank "One-Arm" Sutton, cet ancien officier britannique de la Première Guerre mondiale fut l'une des figures marquantes du mercenariat de l'entre-deux-guerres.
C'est durant les combats de Gallipoli qu'il se fit une réputation de combattant. Ainsi, alors qu'officier du Génie il combattait dans les rangs des Gurkhas, il perdit son bras droit en essayant de renvoyer une grenade turque; et quoique gravement blessé il n'en égorgea pas moins, à l'aide d'un kukri, un soldat turc qui tentait de l'achever, action pour laquelle il reçut la Military Cross. Il termina la guerre dans un service de recherches et en 1921, après s'être fait chercheur d'or en Sibérie en 1919, il s'installa en Chine.
Grand spécialiste de l'armement, il chercha à vendre des versions modifiées d'un mortier de tranchée de sa conception et fut engagé par le général Yang Sen, dont il réorganisa l'arsenal, avant d'être recruté par le "Vieux Maréchal" Zhang Zuolin qui lui offrit la direction de son arsenal de Moukden, en Mandchourie. Ayant su s'attirer la confiance du Seigneur de la guerre mandchou, il se vit impliquer dans plusieurs missions d'espionnage et de renseignement. Ayant mené à bien ces opérations secrètes, il reçut un commandement sur le terrain et, après avoir réussi à franchir, à la tête de ses troupes, la Grande Muraille de Chine au cours d'une opération délicate, il fut nommé Major-général. C'est en 1927 qu'il quitta le service du "Vieux Maréchal".
Il n'en poursuivit pas moins ses recherches en matière d'armement et, en 1932, il construisit le Sutton Skunk (Sutton le salaud), un véhicule blindé conçu à partir du châssis d'un tracteur d'artillerie, acquis dans un surplus de l'armée. Il retourna en Chine afin d'y vendre son invention, mais, ayant échoué dans ses projets commerciaux, il se reconvertit dans le reportage de guerre et travailla comme journaliste du groupe de presse Hearst. Il couvrit les combats sino-japonais et eut quelques problèmes, principalement en Corée, avec les membres de la Kempei Tai, le service secret de l'armée japonaise. Installé à Hong Kong, il y fut fait prisonnier en décembre 1941, lors de la chute de la ville face aux troupes japonaises et mourut dans un camp de concentration nippon en 1944.